# Sipunculus indicus
Sipunculus indicus là loài động vật thuộc chi Sá sùng. Loài này được Peters mô tả khoa học vào năm 1850.